# Reign Edwards
Reign Edwards (nacida el 1 de diciembre de 1996) es una actriz estadounidense. Es conocida por su papel de Nicole Avant en la telenovela de CBS The Bold and the Beautiful, por el que fue nominada al premio Daytime Emmy a la mejor actriz joven en una serie dramática en 2016, 2017 y 2018.

## Biografía
Nacida el 1 de diciembre de 1996 en el Condado de Harford, Maryland, hizo su debut actoral en el drama romántico de 2008 Explicit Ills, escrito y dirigido por Mark Weber. En 2011, Edwards interpretó la versión más joven de la protagonista interpretada por Nicole Ari Parker, en la película de comedia romántica 35 and Ticking escrita y dirigida por Russ Parr.
En 2015, fue elegida para la serie dramática de CBS The Bold and the Beautiful en el papel de Nicole Avant. En 2017, asumió el papel recurrente de una agente secreta en la serie MacGyver. Ese mismo año, Edwards interpreta actualmente el papel de Melody Wright, en la serie dramática criminal de FX Snowfall. En 2018, apareció en la película de terror Hell Fest.
Edwards participó en la serie dramática en streaming Salvajes como Rachel Reid, creada por Sarah Streicher para Amazon Prime Video.

## Filmografía

### Películas
| Year | Title              | Role                   | Notes         |
| ---- | ------------------ | ---------------------- | ------------- |
| 2008 | Explicit Ills      | Participante del rally | Sin acreditar |
| 2010 | Thicker Than Water | Leah                   | Cortometraje  |
| 2011 | 35 and Ticking     | Joven Zenobia          |               |
| 2018 | Hell Fest          | Brooke                 |               |
| 2021 | Love You Anyway    | Mackenzie              | Protagonista  |
| 2023 | Old Dads           | Britney                |               |

### Televisión
| Year      | Title                      | Role          | Notes                        |
| --------- | -------------------------- | ------------- | ---------------------------- |
| 2015      | The Thundermans            | Winnie Lee    | Recurrente; 3 episodios      |
| 2015      | K.C. Undercover            | Kitten        | Episodio: "Debutante Baller" |
| 2015–2018 | The Bold and the Beautiful | Nicole Avant  | Personaje regular            |
| 2017–2021 | Snowfall                   | Melody        | Protagonista; 20 episodios   |
| 2016–2020 | MacGyver                   | Leanna Martin | Recurrente; 13 episodios     |
| 2019      | Into the Dark              | Cody          | Episodio: "Pilgrim"          |
| 2020–2022 | The Wilds                  | Rachel Reid   | Protagonista                 |